# Gutsy
Fabrice Henri (Boulogne-Billancourt, 1972. április 14. –) művésznevén: Gutsy  énekes, rapper, az Alliance Ethnik nevű hiphopcsapat egyik alapító tagja. Több francia előadóval, és rapperrel dolgozott már együtt, többek között Big Reddel, a Raggasonic nevű reggie-hiphopcsapattal, a Svinkels,  Sages Poètes de la rue nevű francia rap csapatokkal, valamint a De La Soullal, és az amerikai Commonnal is.
Gutsy 2007 és 2016 között 8 stúdióalbumot, és 16 EP-t és kislemezt jelentetett meg.

## Pályafutása
1990-ben K-Mellel közösen megalapították az Alliance Ethnik nevű csapatot, mely több slágerlistás dalt is magáénak tudhat. Többek között a Respect, Simple & Funky, vagy a Fat Comeback című dalokat.
Guts a 2000-es évek közepén Ibizába költözött és 2007 és 2011 között három instrumentális albumot adott ki. 2007-ben a Le Bienheureux jelent meg, majd 2009-ben a Freedom és 2011-ben a Paradise For All című album, de több egyéb albumot is készített az évek során, és számos kislemezt is megjelentetett.

## Diszkográfia
| Év   | Cím                                    | Slágerlista | Slágerlista | Slágerlista | Album             |
| ---- | -------------------------------------- | ----------- | ----------- | ----------- | ----------------- |
| Év   | Cím                                    | FR          | BEL (WA)    | BEL (FL)    |                   |
| 2007 | "And The Living Is Easy..."            | -           | -           | -           | Le Bienheureux    |
| 2008 | "Take A Look Around You"               | -           | -           | -           | Le Bienheureux    |
| 2012 | "Laisser Lucie Faire"                  | -           | -           | -           | Paradise For All  |
| 2013 | "Ghetto Paradise / Let You Go"         | -           | -           | -           | Paradise For All  |
| 2014 | "Man Funk" featuring: Leron Thomas     | -           | -           | -           | Hip Hop After All |
| 2014 | "Open Wide" featuring: Lorine Chia     | -           | -           | -           | Hip Hop After All |
| 2014 | "Want It Back" featuring: Patrice      | -           | -           | -           | Hip Hop After All |
| 2016 | "Peaceful Life" featuring: Lorine Chia | -           | -           | -           | Eternal           |